# Pena de morte em Mônaco
A pena de morte foi abolida em Mônaco em 1962. 
A Constituição de Mônaco de 17 de dezembro de 1962, declara: 
"A pena de morte é abolida."

A última execução conhecida ocorreu em 1847. 